# Mizuno Tadaaki
Pour les articles homonymes, voir Mizuno (homonymie).
Mizuno Tadaaki est un nom japonais traditionnel ; le nom de famille (ou le nom d'école), Mizuno, précède donc le prénom (ou le nom d'artiste).
Mizuno Tadaaki (水野 忠光, 28 septembre 1771-23 mai 1814) est un daimyo de la fin de l'époque d'Edo à la tête du domaine de Karatsu. Il est le fils ainé de Mizuno Tadakane, précédent daimyo. Après la retraite de Tadakane en 1805, il reçoit la direction du domaine et le titre de daimyo. Mizuno Tadaaki congédie Nihonmatsu Yoshikado, le karo en qui son père avait confiance et, à sa place, dirige directement le domaine et essaye de mettre en place des réformes. Toutefois, ses projets échouent largement aussi transmet-il la direction à son fils, le réformateur Mizuno Tadakuni, et se retire.

## Source de la traduction
- (en) Cet article est partiellement ou en totalité issu de l’article de Wikipédia en anglais intitulé « Mizuno Tadaaki » (voir la liste des auteurs).